# 小島陽
小島 陽（こじま よう、1942年10月14日 - ） は、日本の金属工学者。長岡技術科学大学学長や、軽金属学会副会長を務めた。軽金属学会賞受賞。瑞宝重光章受章。

## 人物・経歴
1966年東京工業大学理工学部金属工学科卒業、東京工業大学助手。1976年東京工業大学工学博士。1980年長岡技術科学大学助教授。1982年ケンブリッジ大学客員研究員。1987年長岡技術科学大学教授。1995年長岡技術科学大学語学センター長。1996年長岡技術科学大学機械系長・工作センター長。2001年長岡技術科学大学附属図書館長・学長補佐。2002年長岡技術科学大学テクノインキュベーションセンター長。2003年長岡技術科学大学学長、軽金属学会副会長・将来計画委員会委員長。
アルミニウム、マグネシウム合金研究などを行い、2008年には軽金属学会の最高賞たる軽金属学会賞を受賞した。2009年任期満了に伴い長岡技術科学大学学長を退任し、長岡技術科学大学名誉教授の称号を受けた。一般社団法人コラボ産学官理事長、一般財団法人日用金属製品検査センター理事長、長岡工業高等専門学校外部評価委員長、国立大学法人信州大学監事なども歴任した。平成30年度春の叙勲において、瑞宝重光章を受章。

## 受賞
- 1977年 軽金属学会論文賞[1]
- 1991年 軽金属学会50周年記念特別功労賞[1]
- 1995年 軽金属学会論文賞[1]
- 2000年 軽金属学会論文賞[1]
- 2002年 軽金属学会論文賞[1]
- 2008年 軽金属学会賞[1]